# Handball-Europameisterschaft der Männer 2022/Qualifikation
Die Qualifikation zur Teilnahme an der Handball-Europameisterschaft der Männer 2022 begann im Juni 2018 mit dem Zuschlag der Ausrichtung der Europameisterschaft und endete im Mai 2021 mit dem Abschluss der Qualifikationsspiele.
24 Mannschaften können am Turnier teilnehmen. Traditionell gesetzt sind die Gastgeber und der Sieger und der Zweitplatzierte der letzten Europameisterschaft. Somit standen für das Turnier 2022 noch 20 Plätze zur Verfügung.

## Gastgeber
Als Gastgebernationen waren die Auswahlen von Ungarn und die Slowakei gesetzt.

## Amtierender Europameister und Zweitplatzierter
Die spanische Mannschaft hatte die Europameisterschaft 2020 gewonnen, Zweiter wurde Kroatien; beide waren damit qualifiziert zur Teilnahme an der Europameisterschaft 2022.

## Qualifikationsspiele
44 weitere Mannschaften hatten ihr Interesse an einer Teilnahme an der Europameisterschaft 2022 bekundet.
Die Qualifikation fand in zwei Phasen statt. In Phase 1 spielten im Januar 2019 die acht schwächsten Teams in zwei Gruppen zwei Teilnehmer der Relegationsrunde aus. In dieser Relegationsrunde spielten neben den beiden Gruppensiegern der Phase 1 der Sieger der im Juni 2019 gespielten IHF Emerging Nations Championship 2019 und die drei schlechtesten der acht Gruppenvierten der Qualifikationsphase 2 zur Europameisterschaft 2020 (die Slowakei als eins der vier schlechtesten Teams dieser Qualifikationsphase 2 zur EHF EURO 2020 war als Gastgeber bereits automatisch qualifiziert). In der Phase 2 der Qualifikationsrunde spielten dann die drei Sieger der Relegationsrunde zusammen mit weiteren 29 Mannschaften in sechs Gruppen die 20 freien Startplätze für die Europameisterschaft aus.

### Phase 1 der Qualifikationsspiele
Die Spiele in Phase 1 wurden im Januar 2019 im d’Coque in Luxemburg (Gruppe A) und im Cottonera Sports Complex in Cospicua (Gruppe B) ausgetragen.

#### Gruppe A
Tabelle:
| Pl. | Land                   | Sp. | S | U | N | Tore     | Diff. | Punkte |
| --- | ---------------------- | --- | - | - | - | -------- | ----- | ------ |
| 1.  | Luxemburg              | 3   | 3 | 0 | 0 | 0100:540 | +46   | 6      |
| 2.  | Bulgarien              | 3   | 2 | 0 | 1 | 076:840  | −8    | 4      |
| 3.  | Vereinigtes Königreich | 3   | 1 | 0 | 2 | 071:790  | −8    | 2      |
| 4.  | Irland                 | 3   | 0 | 0 | 3 | 072:1020 | −30   | 0      |

Legende: Tabellenerster (grün hinterlegt) ist zur Teilnahme an den Relegationsspielen berechtigt. Die Teams auf Platz 2–4 (gelb hinterlegt) spielen in der IHF Emerging Nations Championship um die Teilnahme an den Relegationsspielen.

#### Gruppe B
Tabelle:
| Pl. | Land          | Sp. | S | U | N | Tore     | Diff. | Punkte |
| --- | ------------- | --- | - | - | - | -------- | ----- | ------ |
| 1.  | Zypern        | 3   | 3 | 0 | 0 | 088:610  | +27   | 6      |
| 2.  | Georgien      | 3   | 2 | 0 | 1 | 0102:710 | +31   | 4      |
| 3.  | Aserbaidschan | 3   | 1 | 0 | 2 | 069:790  | −10   | 2      |
| 4.  | Malta         | 3   | 0 | 0 | 3 | 065:1130 | −48   | 0      |

Legende: Tabellenerster (grün hinterlegt) ist zur Teilnahme an den Relegationsspielen berechtigt. Die Teams auf Platz 2–4 (gelb hinterlegt) spielen in der IHF Emerging Nations Championship um die Teilnahme an den Relegationsspielen.

### IHF Emerging Nations Championship 2019
Sieger der im Juni 2019 in Georgien ausgetragenen IHF Emerging Nations Championship 2019 wurde Gastgeber Georgien. Das Team war damit ebenfalls zur Teilnahme an den Spielen der Relegationsrunde berechtigt.

### Relegationsspiele
An den Relegationsspielen nahmen teil: Die beiden Sieger der Qualifikationsphase 1 (Luxemburg und Zypern), der Sieger der IHF Emerging Nations Championship 2019 (Georgien) sowie die drei schlechtesten der acht Gruppenvierten der Qualifikationsphase 2 zur Europameisterschaft 2020 (Belgien, Estland und Finnland).
Die Auslosung fand am 23. Juli 2019 statt, die Spiele wurden im Januar 2020 ausgetragen.
Spiele:
| Georgien | – | Finnland | 24:24 |
| Finnland | – | Georgien | 37:21 |

| Luxemburg | – | Estland   | 33:38 |
| Estland   | – | Luxemburg | 31:20 |

| Belgien | – | Zypern  | 27:07 |
| Zypern  | – | Belgien | 16:31 |

Die Teams aus Finnland, Estland und Belgien waren damit zur Teilnahme an der Phase 2 der Qualifikationsspiele qualifiziert.

### Phase 2 der Qualifikationsspiele
An der Phase 2 der Qualifikationsspiele waren teilnahmeberechtigt: Die drei Sieger der Relegationsrunde (Finnland, Estland und Belgien), die vier besten der acht Gruppenvierten der Qualifikationsphase 2 zur Europameisterschaft 2020 (Griechenland, Kosovo, Rumänien, Färöer) und weitere 25 Teams.
In acht Gruppen zu je vier Mannschaften spielte jeder gegen jeden in Hin- und Rückspielen. Die Spiele wurden von Januar bis Mai 2021 ausgetragen.

#### Gruppe 1
| Pl. | Land         | Sp. | S | U | N | Tore      | Diff. | Punkte |
| --- | ------------ | --- | - | - | - | --------- | ----- | ------ |
| 1.  | Serbien      | 6   | 5 | 1 | 0 | 0131:960  | +35   | 11     |
| 2.  | Frankreich   | 6   | 4 | 1 | 1 | 0156:1140 | +42   | 9      |
| 3.  | Griechenland | 6   | 2 | 0 | 4 | 0127:1440 | −17   | 4      |
| 4.  | Belgien *    | 6   | 0 | 0 | 6 | 00:600    | −60   | 0      |

Legende: Tabellenerster und -zweiter (grün hinterlegt) sind automatisch für die Teilnahme an der Europameisterschaft qualifiziert. Von den Gruppendritten wurde am Ende ein Ranking erstellt, dessen vier beste Teams ebenfalls an der Europameisterschaft 2022 teilnehmen.
* Belgien zog die Teilnahme aufgrund der COVID-19-Pandemie zurück. Die nicht bestrittenen Spiele wurden mit 2:0 Punkten und 10:0 Toren für die Gegner gewertet.

#### Gruppe 2
| Pl. | Land                    | Sp. | S | U | N | Tore      | Diff. | Punkte |
| --- | ----------------------- | --- | - | - | - | --------- | ----- | ------ |
| 1.  | Deutschland             | 6   | 6 | 0 | 0 | 0191:1350 | +56   | 12     |
| 2.  | Österreich              | 6   | 3 | 0 | 3 | 0157:1750 | −18   | 6      |
| 3.  | Bosnien und Herzegowina | 6   | 2 | 0 | 4 | 0137:1420 | −5    | 4      |
| 4.  | Estland                 | 6   | 1 | 0 | 5 | 0141:1740 | −33   | 2      |

Legende: Tabellenerster und -zweiter (grün hinterlegt) sind automatisch für die Teilnahme an der Europameisterschaft qualifiziert. Von den Gruppendritten wurde am Ende ein Ranking erstellt, dessen vier beste Teams ebenfalls an der Europameisterschaft 2022 teilnehmen.

#### Gruppe 3
| Pl. | Land       | Sp. | S | U | N | Tore      | Diff. | Punkte |
| --- | ---------- | --- | - | - | - | --------- | ----- | ------ |
| 1.  | Russland   | 6   | 4 | 2 | 0 | 0171:1560 | +15   | 10     |
| 2.  | Tschechien | 6   | 3 | 1 | 2 | 0163:1500 | +13   | 7      |
| 3.  | Ukraine    | 6   | 2 | 1 | 3 | 0154:1580 | −4    | 5      |
| 4.  | Färöer     | 6   | 1 | 0 | 5 | 0140:1640 | −24   | 2      |

Legende: Tabellenerster und -zweiter (grün hinterlegt) sind automatisch für die Teilnahme an der Europameisterschaft qualifiziert. Von den Gruppendritten wurde am Ende ein Ranking erstellt, dessen vier beste Teams ebenfalls an der Europameisterschaft 2022 teilnehmen.

#### Gruppe 4
| Pl. | Land     | Sp. | S | U | N | Tore      | Diff. | Punkte |
| --- | -------- | --- | - | - | - | --------- | ----- | ------ |
| 1.  | Portugal | 6   | 5 | 0 | 1 | 0185:1580 | +27   | 10     |
| 2.  | Island   | 6   | 4 | 0 | 2 | 0188:1470 | +41   | 8      |
| 3.  | Litauen  | 6   | 2 | 0 | 4 | 0159:1890 | −30   | 4      |
| 4.  | Israel   | 6   | 1 | 0 | 5 | 0162:2000 | −38   | 2      |

Legende: Tabellenerster und -zweiter (grün hinterlegt) sind automatisch für die Teilnahme an der Europameisterschaft qualifiziert. Von den Gruppendritten wurde am Ende ein Ranking erstellt, dessen vier beste Teams ebenfalls an der Europameisterschaft 2022 teilnehmen.

#### Gruppe 5
| Pl. | Land        | Sp. | S | U | N | Tore      | Diff. | Punkte |
| --- | ----------- | --- | - | - | - | --------- | ----- | ------ |
| 1.  | Slowenien   | 6   | 4 | 1 | 1 | 0188:1520 | +36   | 9      |
| 2.  | Niederlande | 6   | 4 | 1 | 1 | 0168:1670 | +1    | 9      |
| 3.  | Polen       | 6   | 3 | 0 | 3 | 0176:1650 | +11   | 6      |
| 4.  | Türkei      | 6   | 0 | 0 | 6 | 0144:1920 | −48   | 0      |

Legende: Tabellenerster und -zweiter (grün hinterlegt) sind automatisch für die Teilnahme an der Europameisterschaft qualifiziert. Von den Gruppendritten wurde am Ende ein Ranking erstellt, dessen vier beste Teams ebenfalls an der Europameisterschaft 2022 teilnehmen.

#### Gruppe 6
| Pl. | Land     | Sp. | S | U | N | Tore      | Diff. | Punkte |
| --- | -------- | --- | - | - | - | --------- | ----- | ------ |
| 1.  | Norwegen | 6   | 5 | 0 | 1 | 0192:1320 | +60   | 10     |
| 2.  | Belarus  | 6   | 5 | 0 | 1 | 0190:1680 | +22   | 10     |
| 3.  | Italien  | 6   | 1 | 0 | 5 | 0160:1930 | −33   | 2      |
| 4.  | Lettland | 6   | 1 | 0 | 5 | 0141:1900 | −49   | 2      |

Legende: Tabellenerster und -zweiter (grün hinterlegt) sind automatisch für die Teilnahme an der Europameisterschaft qualifiziert. Von den Gruppendritten wurde am Ende ein Ranking erstellt, dessen vier beste Teams ebenfalls an der Europameisterschaft 2022 teilnehmen.

#### Gruppe 7
| Pl. | Land           | Sp. | S | U | N | Tore      | Diff. | Punkte |
| --- | -------------- | --- | - | - | - | --------- | ----- | ------ |
| 1.  | Dänemark       | 6   | 5 | 0 | 1 | 0213:1550 | +58   | 10     |
| 2.  | Nordmazedonien | 6   | 5 | 0 | 1 | 0168:1630 | +5    | 10     |
| 3.  | Schweiz        | 6   | 2 | 0 | 4 | 0170:1640 | +6    | 4      |
| 4.  | Finnland       | 6   | 0 | 0 | 6 | 0141:2100 | −69   | 0      |

Legende: Tabellenerster und -zweiter (grün hinterlegt) sind automatisch für die Teilnahme an der Europameisterschaft qualifiziert. Von den Gruppendritten wurde am Ende ein Ranking erstellt, dessen vier beste Teams ebenfalls an der Europameisterschaft 2022 teilnehmen.

#### Gruppe 8
| Pl. | Land       | Sp. | S | U | N | Tore      | Diff. | Punkte |
| --- | ---------- | --- | - | - | - | --------- | ----- | ------ |
| 1.  | Schweden   | 6   | 6 | 0 | 0 | 0194:1310 | +63   | 12     |
| 2.  | Montenegro | 6   | 3 | 0 | 3 | 0155:1630 | −8    | 6      |
| 3.  | Kosovo     | 6   | 1 | 1 | 4 | 0132:1760 | −44   | 3      |
| 4.  | Rumänien   | 6   | 1 | 1 | 4 | 0156:1670 | −11   | 3      |

Legende: Tabellenerster und -zweiter (grün hinterlegt) sind automatisch für die Teilnahme an der Europameisterschaft qualifiziert. Von den Gruppendritten wurde am Ende ein Ranking erstellt, dessen vier beste Teams ebenfalls an der Europameisterschaft 2022 teilnehmen.

#### Ranking der Drittplatzierten
Von den acht Drittplatzierten konnten sich die vier besten ebenfalls für die Teilnahme an der Europameisterschaft 2022 qualifizieren. Dazu wurden nur die in Phase 2 der Qualifikation gegen die jeweiligen Gruppenersten und -zweiten bestrittenen Spiele gewertet.
| Pl. | Land                    | Sp. | S | U | N | Tore      | Diff. | Punkte |
| --- | ----------------------- | --- | - | - | - | --------- | ----- | ------ |
| 1.  | Bosnien und Herzegowina | 4   | 1 | 0 | 3 | 095:990   | −4    | 2      |
| 2.  | Polen                   | 4   | 1 | 0 | 3 | 0112:1170 | −5    | 2      |
| 3.  | Litauen                 | 4   | 1 | 0 | 3 | 0100:1270 | −27   | 2      |
| 4.  | Ukraine                 | 4   | 0 | 1 | 3 | 0103:1120 | −9    | 1      |
| 5.  | Schweiz                 | 4   | 0 | 0 | 4 | 0106:1150 | −9    | 0      |
| 6.  | Griechenland            | 4   | 0 | 0 | 4 | 0107:1440 | −37   | 0      |
| 7.  | Italien                 | 4   | 0 | 0 | 4 | 0103:1450 | −42   | 0      |
| 8.  | Kosovo                  | 4   | 0 | 0 | 4 | 079:1280  | −49   | 0      |

Legende: Die Teams auf den Rängen 1 bis 4 sind als die vier besten Drittplatzierten der Qualifikationsrunde für die Teilnahme an der Europameisterschaft qualifiziert.

## Teilnehmende Nationen
Ungarn und die Slowakei sind als Veranstalter für die Europameisterschaft 2022 qualifiziert. Die restlichen Nationen werden während der Qualifikationsphase in der Saison 2020/21 ermittelt.
Folgende 24 Mannschaften sind für die Endrunde qualifiziert:
| Land                    | Qualifiziert als           | Datum der Qualifikation | Bisherige Teilnahmen an Europameisterschaften                                           | Titel                      |
| ----------------------- | -------------------------- | ----------------------- | --------------------------------------------------------------------------------------- | -------------------------- |
| Ungarn                  | Gastgeber                  | 20. Juni 2018           | 11 (1994, 1996, 1998, 2004, 2006, 2008, 2010, 2012, 2014, 2016, 2018)                   |                            |
| Slowakei                | Gastgeber                  | 20. Juni 2018           | 03 (2006, 2008, 2012)                                                                   |                            |
| Spanien                 | Europameister 2020         | 26. Januar 2020         | 14 (1994, 1996, 1998, 2000, 2002, 2004, 2006, 2008, 2010, 2012, 2014, 2016, 2018, 2020) | 2 (2018, 2020)             |
| Kroatien                | Zweitplatzierter 2020      | 26. Januar 2020         | 14 (1994, 1996, 1998, 2000, 2002, 2004, 2006, 2008, 2010, 2012, 2014, 2016, 2018, 2020) |                            |
| Deutschland             | Gruppensieger Gruppe 2     | 10. Januar 2021         | 13 (1994, 1996, 1998, 2000, 2002, 2004, 2006, 2008, 2010, 2012, 2016, 2018, 2020)       | 2 (2004, 2016)             |
| Serbien                 | Gruppensieger Gruppe 1     | 8. Februar 2021         | 06 (2010, 2012, 2014, 2016, 2018, 2020)                                                 |                            |
| Schweden                | Gruppensieger Gruppe 8     | 28. April 2021          | 13 (1994, 1996, 1998, 2000, 2002, 2004, 2008, 2010, 2012, 2014, 2016, 2018, 2020)       | 4 (1994, 1998, 2000, 2012) |
| Russland                | Gruppensieger Gruppe 3     | 28. April 2021          | 13 (1994, 1996, 1998, 2000, 2002, 2004, 2006, 2008, 2010, 2012, 2014, 2016, 2020)       | 1 (1996)                   |
| Nordmazedonien          | Gruppenzweiter Gruppe 7    | 28. April 2021          | 06 (1998, 2012, 2014, 2016, 2018, 2020)                                                 |                            |
| Dänemark                | Gruppensieger Gruppe 7     | 28. April 2021          | 13 (1994, 1996, 2000, 2002, 2004, 2006, 2008, 2010, 2016, 2018, 2020)                   | 2 (2008, 2012)             |
| Frankreich              | Gruppenzweiter Gruppe 1    | 29. April 2021          | 14 (1994, 1996, 1998, 2000, 2002, 2004, 2006, 2008, 2010, 2012, 2014, 2016, 2018, 2020) | 3 (2006, 2010, 2014)       |
| Norwegen                | Gruppensieger Gruppe 6     | 29. April 2021          | 09 (2000, 2006, 2008, 2010, 2012, 2014, 2016, 2018, 2020)                               |                            |
| Island                  | Gruppenzweiter Gruppe 4    | 29. April 2021          | 11 (2000, 2002, 2004, 2006, 2008, 2010, 2012, 2014, 2016, 2018, 2020)                   |                            |
| Portugal                | Gruppensieger Gruppe 4     | 29. April 2021          | 06 (1994, 2000, 2002, 2004, 2006, 2020)                                                 |                            |
| Belarus                 | Gruppenzweiter Gruppe 6    | 29. April 2021          | 06 (1994, 2008, 2014, 2016, 2018, 2020)                                                 |                            |
| Slowenien               | Gruppensieger Gruppe 5     | 29. April 2021          | 12 (1994, 1996, 2000, 2002, 2004, 2006, 2008, 2010, 2012, 2016, 2018, 2020)             |                            |
| Niederlande             | Gruppenzweiter Gruppe 5    | 2. Mai 2021             | 01 (2020)                                                                               |                            |
| Österreich              | Gruppenzweiter Gruppe 2    | 2. Mai 2021             | 04 (2010, 2014, 2018, 2020)                                                             |                            |
| Tschechien              | Gruppenzweiter Gruppe 3    | 2. Mai 2021             | 10 (1996, 1998, 2002, 2004, 2008, 2010, 2012, 2014, 2018, 2020)                         |                            |
| Montenegro              | Gruppenzweiter Gruppe 8    | 2. Mai 2021             | 05 (2008, 2014, 2016, 2018, 2020)                                                       |                            |
| Bosnien und Herzegowina | Bester Gruppendritter      | 2. Mai 2021             | 02 (2020)                                                                               |                            |
| Polen                   | Zweitbester Gruppendritter | 2. Mai 2021             | 09 (2002, 2004, 2006, 2008, 2010, 2012, 2014, 2016, 2020)                               |                            |
| Ukraine                 | Viertbester Gruppendritter | 2. Mai 2021             | 06 (2000, 2002, 2004, 2006, 2010, 2020)                                                 |                            |
| Litauen                 | Drittbester Gruppendritter | 2. Mai 2021             | 01 (1998)                                                                               |                            |